# 石川信吾
石川 信吾（いしかわ しんご、1894年（明治27年）1月1日 - 1964年（昭和39年）12月17日）は、日本の海軍軍人。最終階級は海軍少将。通称不規弾。

## 人物・来歴
山口県出身。攻玉社などを経て海軍兵学校（42期）に入校。席次は入学時120名中103番、卒業時117名中45番。以後砲術畑を歩む。

### 日本の危機
1931年（昭和6年）12月、軍令部参謀(第2班第3課)在任時に、大谷隼人名で森山書店から『日本之危機』を出版し、米国に対抗して日本の満蒙占領を強く主張。またアメリカとの戦争は避けられないというもので、大井篤は「これが日本を対米戦争に引っ張ったようなものだ。（石川の）責任は重い」としている。なお海軍士官が著書を出版する場合海軍大臣の許可が必要であったが無許可で出版されたものである。

### 次期軍縮対策私見
1933年（昭和8年）10月には対米強硬策の意見書『次期軍縮対策私見』を海軍上層部に提出し、超大型戦艦建造を提言した。この私見は「アメリカ海軍を圧倒しうる軍備を堅持」するため「米海軍の最大戦艦よりも大きく、主砲威力においても優る戦艦」の保有という内容で艦隊派の支持を受け海軍の方針となった。結局日本は会議から脱退することとなった。アメリカでビンソン案、スターク案が成立したことで建艦計画に追いつけなくなる。

### 政治軍人
軍令部参謀時代は内閣書記官長の森恪と談判し海軍予算三千万円を獲得している。これは越権行為であったが、黙認された。これが縁となり、森とは親しい関係にあった。1935年（昭和10年）10月からヨーロッパ等へ視察旅行を行い、ナチス・ドイツの伸張に感銘を受けて翌年に帰国し、軍備拡張の意見書『帝国ノ当面スル国際危局打開策私案』を提出したが、二・二六事件事件直後の海軍部内で、石川は「政治的に徒党を為し逸脱の行動多し」と危険視され、予備役編入になるところを、同郷で中学の先輩である岡敬純臨時調査課長の尽力により給油艦「知床」特務艦長に異動することで決着した。その後も横須賀軍需部総務課長など左遷されていたが、頻繁に東京に来ては陸軍将校や政財界人たちと交流し、海軍きっての政治軍人と言われるようになる。

### 第一委員会
1940年（昭和15年）9月、海軍大臣が吉田善吾から及川古志郎に交代した。及川は、海軍次官に沢本頼雄中将、軍務局長に岡敬純少将を配置した。同年11月には、軍務局第一課長に高田利種大佐、同第二課長に石川が任命された。石川の第二課長配置に人事局は反対であったが、再び岡軍務局長が押し切って実現させたものであった。これらの対米強硬派が中心となり、海軍国防政策委員会・第一委員会が組織され、海軍政策の作成が行われた。1941年（昭和16年）6月に、第一委員会は報告書『現情勢下ニ於テ帝国海軍ノ執ルベキ態度』を提出した。その内容は、日独伊三国軍事同盟を堅持し、南部仏印に進駐し、米国の禁輸政策が発動された場合は直ちに軍事行動を発動するという趣旨のものであった。委員会を主導したのは石川と富岡定俊とされ、のちに石川は「（日本を）戦争にもっていったのは俺だよ」と発言している。なお中山定義は、開戦時の海軍省人事につき、沢本、岡、石川、藤井茂と同郷人が要職にあったことに「偶然にしては少し出来過ぎではあるまいか」と述べている。
戦争中は第二十三航空戦隊司令官として豪州攻撃の任に当たった。司令官としての石川は有能で部下の人望も厚かったという。戦局の悪化に伴い高木惣吉の終戦工作を助けている。

### 人物
- のちに戦艦大和を最初に発案した人物とも云われ（ただし、異論がある）、加藤寛治、末次信正に連なるいわゆる「艦隊派」に属した人物の一人であった。太平洋戦争敗戦後、「米英蘭の世界戦略が太平洋戦争の勃発を招いた」と主張を続けた。
- 通称は「不規弾」。一斉射撃の中で、あらぬ方向に飛んでいく砲弾、という意味
- 石川は能弁であり、相手に有無を言わせない迫力があった。職を賭した勇気ある発言を行う石川は、思想は違うにしても井上成美と好一対であったという[12]。
- 少佐時代に「扶桑」副砲長であった石川は、砲塔から黒煙が上がっているのを発見するや、砲塔内に飛び込み火元を消し止めている。砲塔の下は弾火薬庫で命がけの行為であり、部下は畏敬の念を抱いている[13]。
- 吉田俊雄は、石川は長州内閣をつくるのが夢だったと聞いたと述べており[14]、高木惣吉は、戦争末期に石川が寺内寿一を首班とする長州内閣成立に奔走していたと述べている[15]。
- 努力家であり、海軍の苦手としていた対外交渉に秀でていた。山本五十六は石川を甘やかしたと述べている[16]が、石川は陸軍の政治将校たちと対等に話せる希少性を評価されていた[17]のであり、海軍は石川に甘えていたのではないかという指摘もある[18]。
- 太平洋戦争初戦の日本優位時には、酒の席で「この戦争を起こしたのは俺だよ」と豪語していた[19]。

## 年譜
- 1914年（大正3年）12月19日 - 海軍兵学校卒業
- 1915年（大正4年）12月13日 - 海軍少尉
- 1917年（大正6年）12月1日 - 海軍中尉
- 1920年（大正9年）12月1日 - 海軍大尉
- 1926年（大正15年）12月1日 - 海軍少佐
- 1927年（昭和2年）11月25日 - 海軍大学校（甲種25期）卒業
- 1932年（昭和7年）12月1日 - 海軍中佐
- 1936年（昭和11年）11月2日 - 給油艦「知床」特務艦長
  - 12月1日 - 海軍大佐
- 1937年（昭和12年）12月1日 - 敷設艦「厳島」艦長
- 1938年（昭和13年）11月15日 - 横須賀軍需部総務課長
- 1939年（昭和14年）11月15日 - 興亜院政務部第一課長
- 1940年（昭和15年）11月15日 - 艦政本部出仕兼軍務局第二課長
- 1942年（昭和17年）6月10日 - 南西方面艦隊参謀副長
  - 11月1日 - 海軍少将
- 1943年（昭和18年）1月25日 - 第23航空戦隊司令官
  - 11月1日 - 海軍省軍務局御用掛兼軍需省総動員局総務部長
- 1944年（昭和19年）11月15日 - 海軍省運輸本部長兼大本営海軍戦力補給部長
- 1945年（昭和20年）9月30日 - 予備役編入
- 1947年（昭和22年）11月28日 - 公職追放仮指定[20]
- 1964年（昭和39年）12月17日 - 死去

## 栄典
- 1943年（昭和18年）8月6日 - ドイツ国：ドイツ鷲勲章功労十字星章[21]

## 著書
- - 『真珠湾までの経緯 - 開戦の真相』時事通信社、1960年[22]
  - 『真珠湾までの経緯 - 海軍軍務局大佐が語る開戦の真相』中公文庫〈い131‑1〉、中央公論新社、2019年11月。ISBN 978‑4‑12‑206795‑0[23]

## 関連作品
- 『昭和天皇物語』 - 第113話「同盟間際、男たちは」で登場。

## 思想・評価
石川少将は「艦隊派」の強硬論者として知られ、その対米戦争論の理論的背景は工藤美知尋『海軍軍縮条約離脱後の日本海軍--石川信吾の思想と行動』で詳述されている。  
水交会研究委員会編『戦場心理：日本海軍軍人の心を支えたもの』では、参謀としての心理的資質を分析している。  
筒井清忠編『昭和史講義【軍人篇】』は石川を「日本海軍最強硬論者」と位置づけ、その生涯と戦後の言説を再評価している。  
相澤淳『海軍の選択 : 再考真珠湾への道』は、英米協調を拒否した海軍全体の動きを再考し、石川の役割を位置づけている。